# San Jacintito
San Jacintito är en ort i Mexiko.   Den ligger i kommunen San Martín Hidalgo och delstaten Jalisco, i den centrala delen av landet, 500 km väster om huvudstaden Mexico City. San Jacintito ligger 1 402 meter över havet och antalet invånare är 122.
Terrängen runt San Jacintito är kuperad åt sydväst, men åt nordost är den platt. Runt San Jacintito är det ganska tätbefolkat, med 96 invånare per kvadratkilometer. Närmaste större samhälle är Cocula, 10,5 km öster om San Jacintito. Trakten runt San Jacintito består till största delen av jordbruksmark.